# Охранительный сенат
Охранительный сенат (фр. le Sénat conservateur) — парламентский орган во Франции в период Первой республики и Первой империи, учреждённый согласно Конституции VIII года (ноябрь 1799) Консулата. Вместе с Трибунатом и Законодательным корпусом составлял одно из трёх законодательных собраний Консулата.
Конституция X года (1802 год) и Конституция XII года (май 1804 года) укрепили важность данного собрания. Охранительный сенат не мог считаться верхней палатой, так как ему не было предоставлено участия в нормальных функциях законодательной власти.

## Глава из Конституции
Конституция Французской республики 22 фримера VIII года (13 декабря 1799 года)

ГЛАВА II. Об Охранительном сенате
- 15. Охранительный сенат состоит из восьмидесяти членов, назначаемых пожизненно в возрасте не менее сорока лет.

Для создания сената сначала необходимо назначить шестьдесят членов: это число в течение VIII года увеличится до шестидесяти двух, до шестидесяти четырёх — к IX году, затем в той же последовательности возрастёт до восьмидесяти, путём ежегодного прибавления по два члена в течение первых десяти лет.
- 16. Назначение на место сенатора осуществляется сенатом, который выбирает из трёх кандидатов, первый из которых выдвигается Законодательным корпусом, второй Трибунатом, третий — первым консулом.

Из двух кандидатов назначается тот, который выдвинут двумя из трёх существующих властей: если кандидат выдвинут тремя властями, то назначен должен быть он.
- 17. Первый консул, оставляя своё место или по истечении срока действия его функций, или в связи с выходом в отставку, с необходимостью и с полным правом становится сенатором.

Двое других консулов, в течение месяца, следующего за окончанием действия их функций, могут занять место в сенате, но не обязаны использовать это право.
Они совсем не пользуются этим правом, в случае прекращения их консульских функций в связи с отставкой.
- 18. Сенатор никогда не может быть избран для осуществления какой-либо другой публичной функции.
- 19. Все списки, составленные в департаментах в силу статьи 9, представляются в сенат, — он составляет общенациональный список.
- 20. На основе этого списка сенатом выбираются законодатели, трибуны, консулы, судьи кассационного суда, комиссары счетоводства.
- 21. Сенат одобряет или отменяет все акты, которые направляются ему как неконституционные Трибунатом и правительством: списки лиц, подлежащих избранию, включаются в эти акты.
- 22. Затраты, производимые сенатом, покрываются за счёт доходов от национального имущества. Годовое жалование каждого из членов сената выплачивается из этих доходов, и оно равно одной двадцатой части жалования первого консула.
- 23. Заседания сената не публичны.
- 24. Граждане Сийес и Роже Дюко, бывшие консулы, назначаются членами охранительного сената: они собираются на совещание с назначенным этой конституцией вторым и третьим консулом. Эти четверо граждан назначают большинство сената, который пополняется и приступает к порученным ему выборам.